# Ptochophyle miniosa
Ptochophyle miniosa är en fjärilsart som beskrevs av W. Warren 1899. Ptochophyle miniosa ingår i släktet Ptochophyle och familjen mätare. Inga underarter finns listade.